# Бернер, Фридрих Вильгельм
Фридрих Вильгельм Бернер (нем. Friedrich Wilhelm Berner; 16 мая 1780, Бреслау — 9 мая 1827, там же) — немецкий композитор.

## Биография
Фридрих Вильгельм Бернер родился 16 мая 1780 года в городе Бреслау; учился у своего отца, органиста церкви Святой Елизаветы, и в тринадцатилетнем возрасте был назначен его ассистентом. Затем учился игре на виолончели, трубе, фаготе и кларнете, играл в оркестре оперного театра как кларнетист. 
Занявший в Бреслау пост капельмейстера Карл Мария Вебер обратил внимание на Бернера, в 1811 году он был командирован в Берлин в распоряжение Карла Фридриха Цельтера для изучения опыта работы Берлинской певческой академии с перспективой открытия в Бреслау аналогичного заведения.
В наследии Бернера наиболее значительны дидактические сочинения: «Основные правила пения» (нем. Grundregeln des Gesanges; 1815), «Теория хоральных интерлюдий» (нем. Theorie der Choralzwischenspiel; 1819), «Учебник музыкальной пунктуации» (нем. Lehre von der musikalischen Interpunktion; 1821). Из вокальных произведений Бернера приобрела популярность и часто считается народной песня «Немецкая душа не унывает» (нем. Deutsches Herz verzage nicht). 
Фридрих Вильгельм Бернер умер 9 мая 1827 года в родном городе.
Среди учеников Бернера был, в частности, Адольф Хессе.